# Nilmar
Nilmar Honorato da Silva (n. 14 iulie 1984), cunoscut ca Nilmar, este un fotbalist brazilian retras din activitate, care a jucat pe post de atacant la echipe ca Internacional, Villarreal și Al-Rayyan⁠(d). Pe plan internațional, are prezențe la națională pentru Brazilia și Brazilia U23⁠(d).
Nilmar și-a făcut debutul internațional pentru Brazilia în 2003 și a marcat 9 goluri în 24 de apariții. A făcut parte din lotul care a câștigat Cupa Confederațiilor FIFA 2009 și și-a reprezentat națiunea la Campionatul Mondial de Fotbal 2010.

## Palmares
Internacional
- Campeonato Gaúcho: 2003, 2004, 2008, 2009
- Copa Sudamericana: 2008

Lyon
- Trophée des champions: 2004
- Ligue 1: 2005

Corinthians
- Campeonato Brasileiro Série A: 2005

Brazilia
- FIFA World Youth Championship: 2003
- Cupa Confederațiilor FIFA: 2009

Individual
- Campeonato Paulista, Golgheter: 2006
- Copa Sudamericana, Golgheter: 2008